# Memphis Minnie
Memphis Minnie (születési neve: Lizzi Douglas) (Algiers, Louisiana, 1897. június 3. – Memphis, Tennessee, 1973. augusztus 6.) amerikai bluesgitáros, énekes, dalszerző.

## Életpályája
Tizenhárom testvér közül a legidősebb volt. 1904-ben családja Walls-be költözött, Memphis közelébe. A következő évben karácsonyi ajándékként kapta meg első gitárját. Tizenegy évesen már partikon játszott. 1929-ben készült el első lemeze.
Mintegy kétszáz felvétele készült. A legsikeresebbek: „Bumble Bee”, „Nothing in Rambling”, „Me and My Chauffeur Blues”. 
Termékeny dalszerző volt. Big Bill Broonzy szerint ő a legjobb női gitáros, aki valaha játszott ezen a hangszeren. A kritikai dicséretek is igazolták, hogy az 1930-as és 1940-es évek egyik legnépszerűbb bluesgitárosa volt Chicagóban.

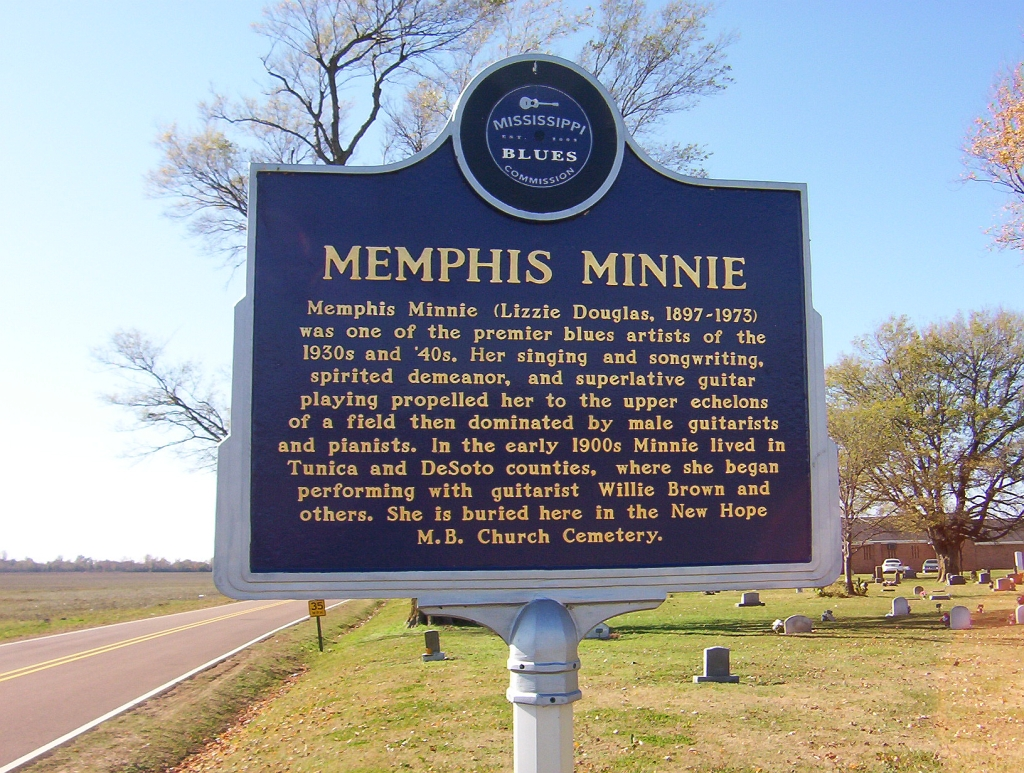
Emléktábla New Hope-ban (Mississippi)

## Diszkográfia
- Complete Recorded Works 1935–1941 In Chronological Order, Vol. #3: 6/9/37-12/15/37 (1991)
- Complete Recorded Works, Vol. 1 (1935–1941) (1991)
- Complete Recorded Works, Vol. 2 (1930–1931) (1991)
- Complete Recorded Works, Vol. 3 (1931–1932) (1991)
- Complete Recorded Works, Vol. 4 (1933–1934) (1991)
- Complete Recorded Works, Vol. 5 (1935–1941) (1991)
- Early Rhythm & Blues From The Rare Regal Sessions: 1934–1942 (1992)
- 1949–1953, Vol. 3 (1994)
- Volume 1 (1944–1946) (1998)
- Volume 2 (1946–1947) (1998)
- Black Widow Stinger: Essential (1999)
- Blues: Queen Of The Blues: 1929–1941 (2002)
- Hoodoo Lady (2008)
- Queen of Country Blues 1929–1937 (2003) Box-Set
- Queen of The Delta Blues, Vol. 2 (2005)
- Vol. 4 [1933–34] von Memphis Minnie & Kansas Joe (2006)
- Crazy Crying Blues (2007)
- Early Rhythm & Blues 1949 from The Rare Regal Recordings (2007)
- Vol. 2 1946–47 Complete Records von Memphis Minnie (2007)
- The Blues 1929–1941 (2008)
- Memphis Minnie & Kansas Joe 1 (2008)
- Columbia Original Masters  (2008)
- All the Published Sides (2009)
- The Essential Recordings (2010)
- Jazz Heritage: Moaning the Blues
- Traveling Blues
- With Kansas Joe